# Liscomb
Liscomb – miasto w Stanach Zjednoczonych, w stanie Iowa. Według danych z 2000 r. zamieszkują je 272 osoby.